# Villa Käthe-Kollwitz-Straße 4 (Radebeul)
Die Villa in der Käthe-Kollwitz-Straße 4 liegt im Stadtteil Kötzschenbroda der sächsischen Stadt Radebeul, oberhalb der Meißner Straße. Die Villa wurde 1902–1904 durch den Baumeister Adolf Neumann errichtet.

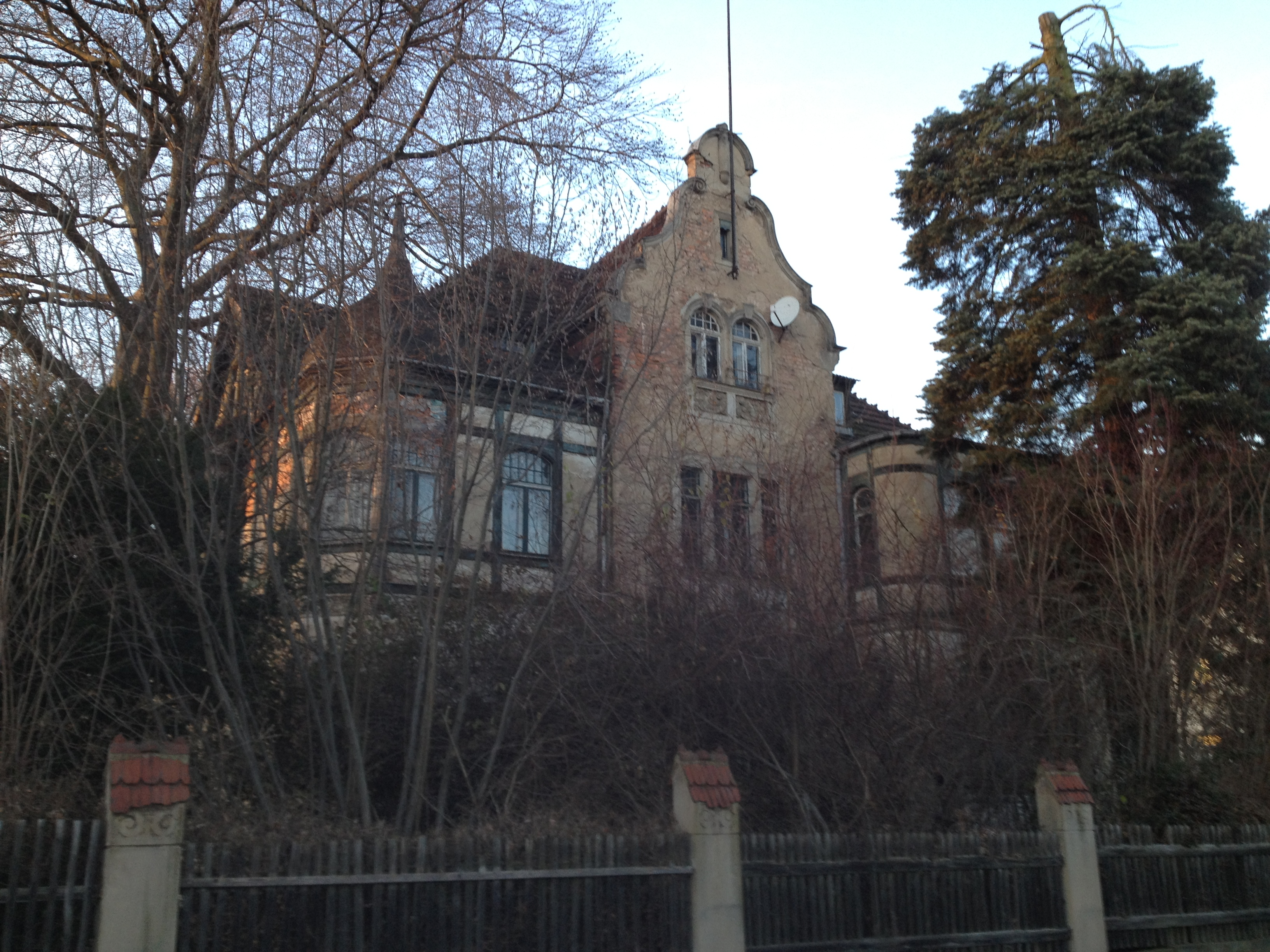
Villa Käthe-Kollwitz-Straße 4

## Beschreibung

Villa Sanssouci (Mitte), links Villa Käthe-Kollwitz-Straße 4, rechts Villa Greif. Ansichtskarte um 1900.

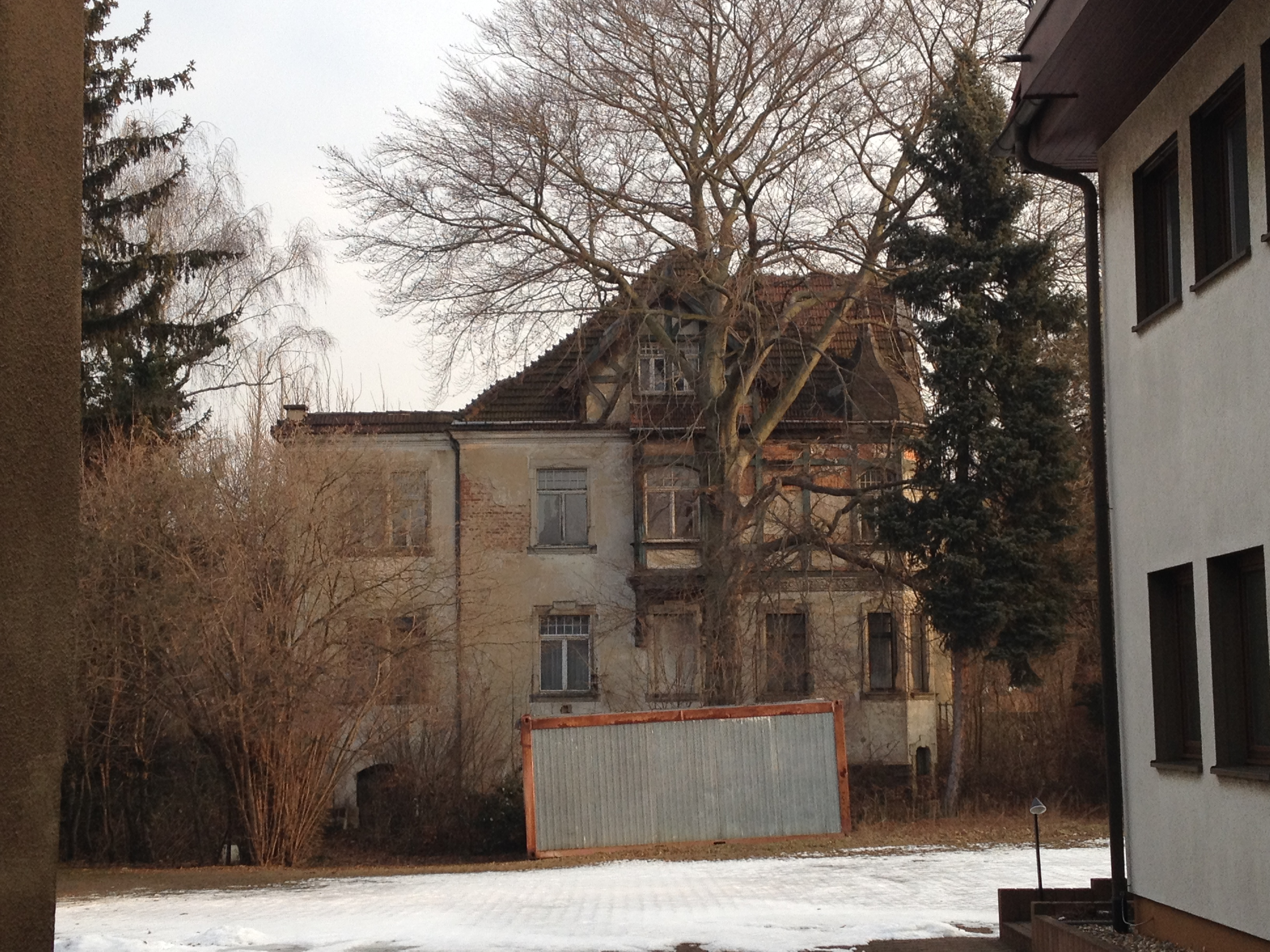
Villa Käthe-Kollwitz-Straße 4 (Südseite)

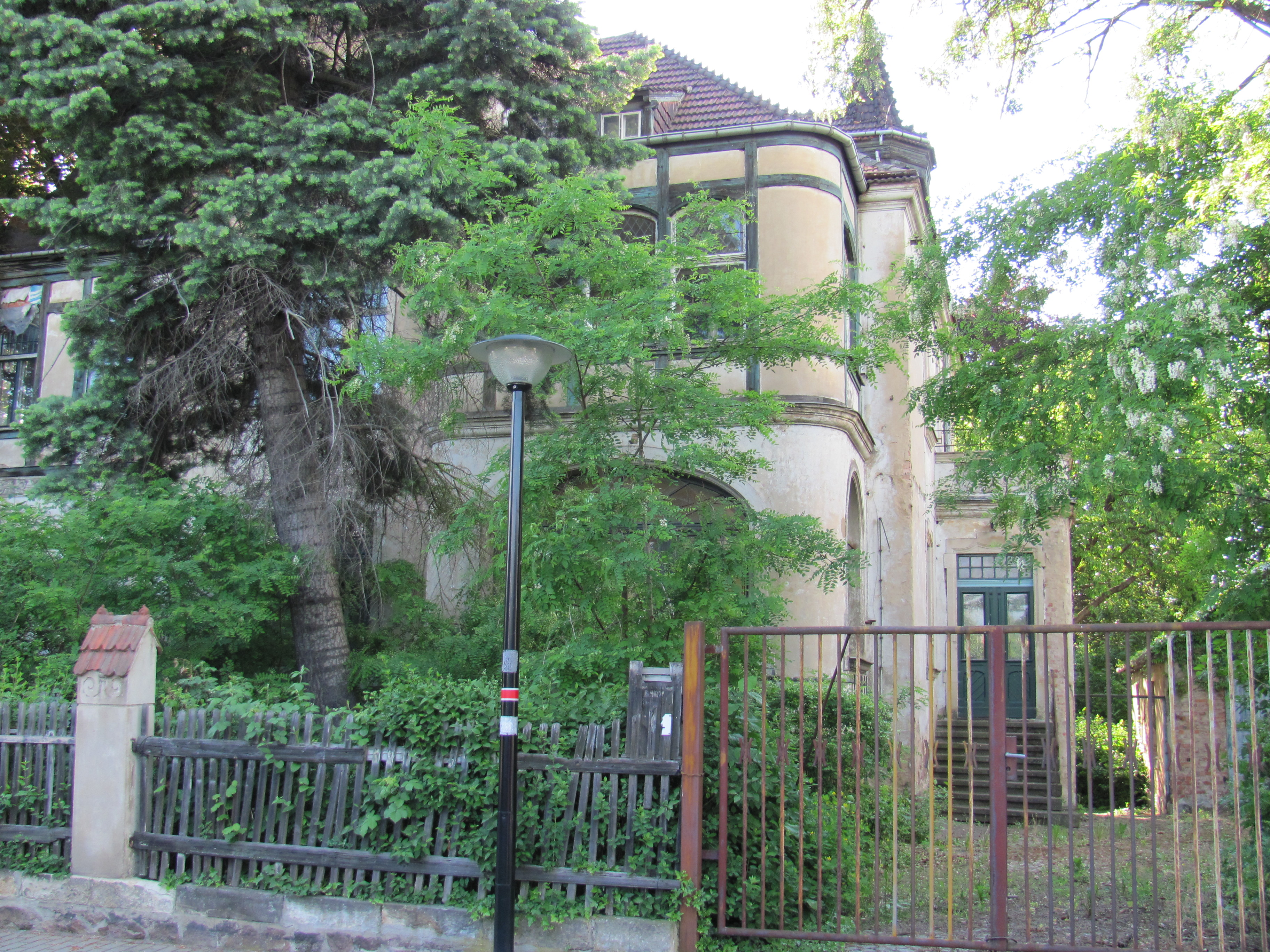
Villa Käthe-Kollwitz-Straße 4 (Eingang)

Die mitsamt ihrer Einfriedung sowie dem Garten (als denkmalpflegerische Nebenanlage) denkmalgeschützte Mietvilla, auch als Villa eingeordnet, ist ein großes, zweigeschossiges Wohnhaus mit einem ziegelgedeckten Walmdach. Sie steht auf einem Souterraingeschoss, hat eine „malerisch-unregelmäßige Aufriss- und Dachausbildung“ mit einem teilweise ausgebauten Dachgeschoss.
In der Straßenansicht steht ein dreigeschossiger Mittelrisalit mit einem geschweiften Giebel. Rechts daneben, vor der Rücklage steht eine massive, zweigeschossige Veranda mit Freitreppe sowie einem Rosenspalier. Die linke Gebäudeecke ist abgefast, darüber befindet sich auf dem Dach eine geschwungene, sechseckige Haube, ehemals mit Schiefer gedeckt. Die Obergeschosse des linken Gebäudeteils wie auch der rechts stehenden Veranda sind als Fachwerk ausgebildet.
In der linken Seitenansicht nach Süden befinden sich ein Fachwerk-Erker sowie darüber ein ebensolcher Giebel. In der rechten Seitenansicht findet sich oberhalb einer von der Straße kommenden Freitreppe ein eingeschossiger Eingangsvorbau, oberhalb des Eingangs mit einer Stuckkartusche mit der Inschrift SALVE verziert. Im Dach dieser Seitenansicht befindet sich ein hohes, polygonales Dachhäuschen mit einem spitzen Zeltdach.
Der verputzte Bau im Stil der deutschen Architektur um 1500 (Neorenaissance) steht auf einem Bruchsteinsockel. Die Fenster sind von Sandsteingewänden eingefasst, teilweise weisen sie Vorhangbogenmotive auf.
Die Einfriedung besteht aus einem Sandsteinsockel, auf dem sich ein Holzzaun zwischen Pfeilern mit Ziegelverdachung befindet.

## Geschichte
Der Baumeister Adolf Neumann reichte im September 1902 „als Bauender, Ausführender und Bauleiter“ einen Bauantrag für eine „Villa mit Hausmannswohnung“ nach eigenem Entwurf beziehungsweise dem seines Mitarbeiters Felix Sommer ein. Die Genehmigung erging im Januar 1903, im Mai 1904 erfolgte die Baurevision.
Das Gebäude ist seit langem unbewohnt und befindet sich in einem schlechten Zustand.